# Medaille des Russlandfeldzuges
Die Medaille des Russlandfeldzuges (spanisch Medalla de la Campaña de Rusia) war eine spanische Auszeichnung der falangistischen Regierung Francisco Francos an alle freiwilligen Kämpfer der 250. Infanterie-Division des Heeres der Wehrmacht, bekannt als „Blaue Division“.
Die am 9. November 1943 gestiftete Auszeichnung wurde an alle ca. 47.000 Freiwilligen verliehen. Sie bekamen einige Wochen später auch die Erinnerungsmedaille für die spanischen Freiwilligen im Kampf gegen den Bolschewismus von der nationalsozialistischen deutschen Regierung verliehen. 
Das Avers der Auszeichnung zeigt das Nationaltier Spaniens, den Adler und mittig darauf ein Eisernes Kreuz in der 1939er Ausführung. Unter dem Eisernen Kreuz ist das falangistische Symbol abgebildet. Das Ganze wird von einem Lorbeerkranz umkränzt und trägt auf der Spitze eine Krone. 
Das Revers zeigt den Kreml von Weliki Nowgorod umgeben von Ketten und die Aufschrift „Rusia 1941“.

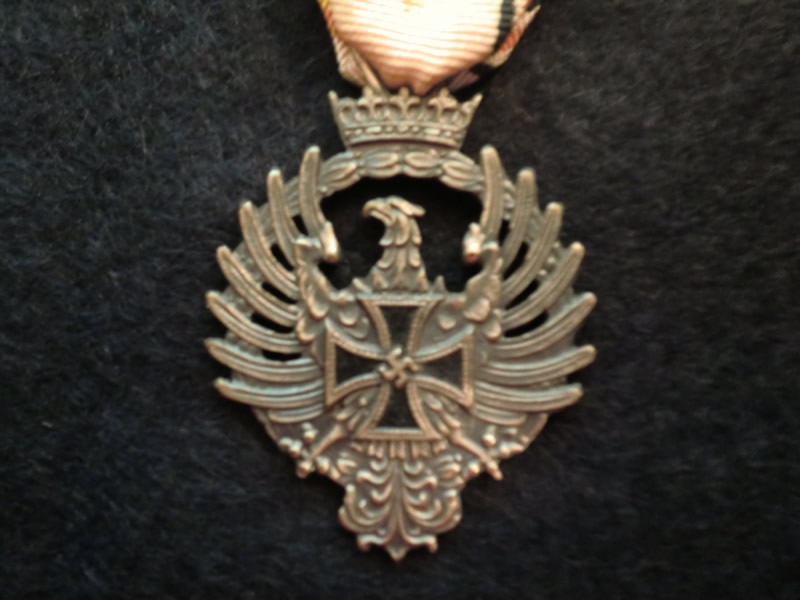
Vorderseite der Medaille
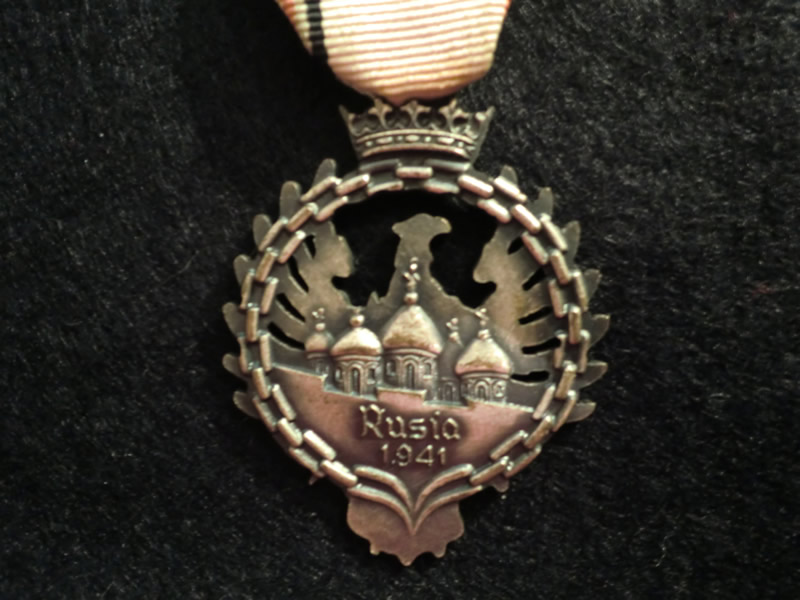
Rückseite der Medaille